# Mars 1976

## Événements
- France : arrêt du réacteur nucléaire Zoé.

- 1er mars, France : visite officielle de Issa ben Salmane Al Khalifa, Émir de Bahreïn.

- 1er et 2 mars, France : les routiers de la société Stouff international, en accord avec leur direction, bloquent le tunnel du Mont-Blanc pour protester contre les 250 licenciements programmés du fait des difficultés économiques[1].

- 4 mars :
  - France : à Montredon-des-Corbières, à l'occasion d'une manifestation de vignerons, une fusillade éclate entre la police et les manifestants faisant deux morts : le commandant de CRS Joël Le Goff et le vigneron Emile Pouytès.
  - Portugal : libération de Otelo Saraiva de Carvalho.

- 6 mars, (Formule 1) : Grand Prix automobile d'Afrique du Sud.

- 7 - 14 mars, France : victoire de la gauche aux élections cantonales.

- Lundi 8 mars: le Maroc et la Mauritanie rompent leurs relations diplomatiques avec l'Algérie[2].

- 9 - 10 mars, France : procès de Christian Ranucci.

- 14 mars, (Rallye automobile) : arrivée du Rallye du Portugal.

- 15 mars : 
  - Dénonciation par Le Caire des accords soviéto-égyptiens. L’Égypte reçoit pour la première fois de l’armement américain.
- Retrait du franc du système monétaire européen (SME).

- 19 mars[3] : réforme constitutionnelle au Sénégal instaurant un multipartisme limité à trois partis ; l’USP devient Parti socialiste, membre de l’Internationale socialiste.

- 20 mars : élections au Kampuchéa démocratique (Cambodge) de l'Assemblée des représentants du peuple. Les représentants khmers rouges, seuls habilités à présenter des candidats, raflent sans surprise la totalité des 250 sièges.

- 22 mars : en Tunisie, début du tournage du premier épisode de la saga cinématographique Star Wars.

- 24 mars : 
  - Début de la dictature de Videla en Argentine (fin en 1981).
    - La corruption, la crise économique et le mouvement armé des Montoneros servent de prétexte au pronunciamiento. Videla lance un « processus de réorganisation nationale » qui s’assigne comme objectif de « sauver la nation » : purge de l’université et de ses professeurs, étudiants et bibliothèques, exil d’artistes, censure, « disparition » de toute personne suspecte de sympathie avec la gauche ; des milliers de personnes sont torturées, exécutées ou portées disparues.
    - Le général Videla présente des mesures d'« assainissement » économique inspirées par les économistes de l'École de Chicago (Milton Friedman ou George Stigler). Il dévalue immédiatement la monnaie nationale, réduit les salaires, met un terme au contrôle des prix et aux subventions, supprime les monopoles publics, libère les échanges extérieurs et ouvre l'économie à la concurrence mondiale. Libérés de la tutelle de l'État qui ponctionnait d'importantes marges sur les exportations de produits agricoles, les gros agriculteurs sont satisfaits, mais les industriels ne parviennent pas à supporter le choc et les faillites se multiplient. En raison de l’entrée massive de capitaux, la masse monétaire en circulation est plus difficile à contrôler qu’au Chili et la dictature militaire ne parvient pas à domestiquer l’inflation tout en freinant la croissance une année sur deux. Finalement devant les difficultés, les capitaux s'enfuient : 20 milliards de dollars quittent le pays entre 1976 et 1984, pour une dette s’élevant à 45 milliards.

  - France : arrestation de Patrick Henry après l’assassinat d’un enfant, Philippe Bertrand. Il échappe à la peine de mort grâce à la plaidoirie de son avocat, Robert Badinter.

- 28 mars :
  - France : rétablissement du changement d'heure d'été.
  - Formule 1 : Grand Prix automobile de la côte ouest des États-Unis.

## Naissances
- 3 mars : Ferré Gola, chanteur congolais (RDC).
- 5 mars : 
  - Shirley Bousquet, actrice française.
  - Julie Deslauriers, comédienne québécoise.
- 9 mars : Vincent Desagnat, acteur français.
- 11 mars : Black Coffee, DJ sud-africain.
- 12 mars : Luis Vilches, matador espagnol.
- 14 mars : Talant Mamytov, homme d'État kirghiz.
- 15 mars : 
  - Bantunani, auteur compositeur Franco-congolais.
  - Amir Ohana, politicien israélien et Président de la Knesset depuis 2022.
- 16 mars : 
  - Nicolas Jossier, skipper français.
  - Leila Lejeune, handballeuse française.
  - Susanne Ljungskog, coureuse cycliste suédoise.
- 20 mars : Chester Bennington, chanteur principal du groupe de nu metal et rock alternatif américain Linkin Park († 20 juillet 2017).
- 22 mars : Reese Witherspoon, actrice et productrice américaine.
- 23 mars :
  - Élisa Tovati, actrice et chanteuse française.
  - Keri Russell, actrice américaine.
  - Michelle Monaghan, actrice américaine.
- 24 mars : Aliou Cissé, footballeur sénégalais.
- 25 mars : Djamel Belmadi, joueur et entraîneur algérien de football.
- 29 mars : Kjell-Ole Haune, compositeur norvégien.
- 30 mars :
  - Chantal Botts, joueuse de badminton sud-africaine.
  - Aleksandr Kharitonov, joueur de hockey sur glace russe.
  - Obadele Thompson, athlète barbadien.
- 31 mars : Mélanie Coste, actrice française.

## Décès
- 1er mars : Jean Martinon, chef d'orchestre français.
- 3 mars : François de La Grange, journaliste français (° 20 août 1920).
- 16 mars : Albert Lilar, homme politique belge (° 21 décembre 1900).
- 17 mars : Luchino Visconti, réalisateur italien (° 2 novembre 1906).
- 19 mars : Paul Kossoff, musicien britannique, guitariste du groupe Free.
- 26 mars : René Lefebvre, homme politique belge (° 8 août 1893).